# Luis Pentrelli
Luis Pentrelli (Buenos Aires, 15 de junio de 1932-2017) fue un jugador y entrenador de fútbol argentino. Como futbolista, debutó en Boca Juniors y jugó, entre otros equipos, en Gimnasia y Esgrima de La Plata, Udinese (Italia), Fiorentina (Italia), Racing Club, Atlético Nacional de Medellín y Millonarios. Culminó su carrera como jugador en Chacarita Juniors.
Su frase "Toco y me voy" ha sido incorporada a la cultura popular de Argentina y otros países de habla hispana.

## Carrera
Pentrelli inició su carrera profesional en Boca Juniors, donde debutó siendo muy joven debido a una huelga de futbolistas argentinos en 1951. En Boca jugó 7 partidos durante ese año. Luego se desempeñó en Sarmiento de Junín, donde jugó como titular en 1952. Entre 1953 y 1957 jugó en Gimnasia y Esgrima de La Plata, club del cual fue transferido al Udinese de Italia para jugar como titular. Permaneció en el Udinese por las siguientes cinco temporadas. En 1962 fue transferido a la Fiorentina, donde jugó solo 11 partidos. Luego retornó a Argentina para jugar en Racing Club, donde se desempeñó en los años inmediatamente anteriores al famoso Equipo de José. Los siguientes años continuó su carrera en Colombia, jugando en el Atlético Nacional de Medellín y Millonarios, para finalmente retornar una vez más a la Argentina y terminar su carrera en Chacarita Juniors.
Su posición habitual en el campo de juego fue la de mediocampista por derecha.
Tras su retiro como jugador, fue técnico de San Martín de Tucumán, Guaraní Antonio Franco de Misiones, Independiente Rivadavia de Mendoza, Unión San Vicente de Córdoba, Sportivo Belgrano de San Francisco, Banda Norte de Río Cuarto, Alumni de Villa María y Melgar de Arequipa (Perú), entre otros equipos. También se desempeñó como ayudante de campo de Humberto Maschio en Instituto de Córdoba y de José Omar Pastoriza en Independiente de Avellaneda y Talleres de Córdoba. Su formación como técnico fue claramente influenciada por Renato Cesarini, de cuya ascendencia resultó su profunda vocación por la formación de jugadores de divisiones inferiores. Ávido observador de fútbol, colaboró en la captación de valores con Carlos Pachamé cuando este se desempeñaba a cargo de los juveniles de la Selección Nacional Argentina durante la gestión de Carlos Bilardo al frente de la selección mayor. Trabajó también en el mismo ámbito para River Plate durante las dos presidencias de Alfredo Davicce.
En sus últimos años se radicó en la provincia de Córdoba, Argentina. Murió en 2017.

## Toco y me voy
Tras su retorno a Argentina después de varios años en Italia, a mediados de la década de 1960, Pentrelli fue entrevistado por la revista El Gráfico. Durante la entrevista, el periodista Osvaldo Ardizzone le preguntó cómo era su estilo de juego, a lo que Pentrelli respondió: "Yo toco y me voy". La frase hacía referencia a su preferencia por un estilo donde se evitara el excesivo traslado del balón, priorizando el juego colectivo rápido.
Luego de su publicación como título de la nota de El Gráfico, la frase se popularizó en Argentina y más tarde en otros países de habla hispana, desligándose de su autor y de su sentido futbolístico original. Pasó a ser parte de la cultura popular, utilizándose en los más diversos contextos. En el área de la música, fue título de un tango de Juanca Tavera y Rubén Juárez, así como de una canción del grupo de rock Bersuit Vergarabat. En la década de 2000, la frase tuvo un nuevo auge con la variante que popularizó la actriz Moria Casán, quien hablaba de "touch and go" para referirse a una relación amorosa efímera. 